# Medina Yacine Ba
Médina Yacine Ba est un village de la communauté rurale de Coubalan CR, située dans l'arrondissement de Tenghory et le département de Bignona, une subdivision de la région de Ziguinchor dans la région historique de Casamance dans le sud du pays.

## Géographie

### Population
| 1962                                                             | 1968 | 1975 | 1982 | 1990 | 1999 |
| ---------------------------------------------------------------- | ---- | ---- | ---- | ---- | ---- |
| 0                                                                | 0    | 0    | 0    | 0    | 0    |
| Nombre retenu à partir de 1962 : Population sans doubles comptes |      |      |      |      |      |